# Onze-Lieve-Vrouwekerk (Calais)
De Onze-Lieve-Vrouwekerk (Frans: Église Notre-Dame) is de oudste en belangrijkste kerk van de stad Calais in het Franse departement Pas-de-Calais.

## Geschiedenis
De eerste kapel van Calais was gewijd aan Sint-Jan-de-Doper. In 1184 werd een grotere kapel gebouwd, gewijd aan Sint-Nicolaas, patroon van de schippers. Tussen 1560 en 1564 werd deze echter gesloopt ten behoeve van de bouw van de Citadel van Calais.
Er was nog een derde kapel, aan Onze-Lieve-Vrouw gewijd. Ook deze diende de schippers. Adrien de Wissant besloot om op de plaats van deze kapel een kerk te bouwen, waaraan in 1214 werd begonnen. In 1224 werd deze kerk gewijd als parochiekerk, toen behorend tot het bisdom Terwaan. Het begon met de bouw van het transept. Op dat ogenblik telde Calais dus twee parochies: de Sint-Nicolaasparochie en de Onze-Lieve-Vrouweparochie. De Sint-Pieterskerk stond in Saint-Pierre-lès-Calais. Van al deze kerken was het patronaatsrecht in handen van de Sint-Bertinusabdij te Sint-Omaars.
Vanaf 1224 waren er verschillende uitbreidingen aan de kerk. De huidige kerk heeft nog een aantal elementen van begin 14e eeuw.
In 1347 kwam Calais in Engelse handen en de kerk maakte nu deel uit van het aartsbisdom Canterbury. De Vlamingen, bondgenoten van de Engelsen, bouwden nu aan de kerk met behulp van baksteen. De bogen van de bovenste vensters werden uitgevoerd in Tudorstijl. Uiteindelijk bouwden de Engelsen de klokkentoren en het gewelf van de transeptkruising. In de Engelse tijd werd ook de Heilig Hartkapel gebouwd.
Nadat Calais weer in 1558 door de Fransen was heroverd, en de Sint-Nicolaaskerk was gesloopt, was de Onze-Lieve-Vrouwekerk de enige parochiekerk van Calais. Hij behoorde nu tot het bisdom Boulogne. In 1691 werd de cisterne gebouwd. Van 1624-1628 werd het retabel vervaardigd door Adam Lottman. Van 1631-1635 werd de Mariakapel gebouwd. Links van de ingang bevindt zich het 16e-eeuws grafmonument van Lucretia van Bern.
Van 1729-1735 werd gebouwd aan een orgel, vervaardigd door Jean Jacques.
In 1793 werd de kerk omgevormd tot een tempel voor de Cultus van de Rede en in 1794 werd hij gebruikt als opslagplaats. Vernielingen door de revolutionairen vonden niet plaats -hoewel kostbaarheden soms gestolen of in beslag genomen waren- en in 1802 werd het weer een parochiekerk. In 1894 werd een nieuw neogotisch portaal in de westgevel aangebracht.
In 1913 werd de kerk geklasseerd als monument historique. Tijdens de Tweede Wereldoorlog werden de meeste kunstschatten in veiligheid gebracht.
Op 26 september 1944 stortte de toren in tijdens geallieerde bombardementen en deze verwoestten ook het noordertransept. Ook de Hemelvaartkapel en de eerste travee van het koor werden verwoest.
In 1945 begon men met de restauratie. Eerst werd de toren en het Sint-Jacobstransept herbouwd en werd het dak op het schip aangebracht. Vervolgens werd het Sint-Pieterstransept herbouwd. Het duurde tot het jaar 2000 voordat nieuwe klokken werden opgehangen en daarna moesten nog het koor en de Onze-Lieve-Vrouwekapel worden hersteld. Uiteindelijk kwam de kerk in 2013 weer gereed, waarbij ook het retabel weer in oude glorie was hersteld.

## Gebouw
Het merkwaardige aan dit gebouw is de bouwstijl die Engelse invloeden kent. De vieringtoren is eveneens ongebruikelijk in Franse kerken.